# Eduard Dransfeld
Eduard Dransfeld (* 6. November 1883 in Bestwig; † 22. Januar 1964 in Groß-Rohrheim) war ein deutscher General der Flieger der Luftwaffe im Zweiten Weltkrieg.

## Leben
Beförderungen
- 19. Oktober 1905 Fähnrich
- 18. August 1907 Leutnant
- 15. Februar 1913 Oberleutnant
- 18. Juni 1915 Hauptmann
- 1. Februar 1928 Major
- 1. Juni 1932 Oberstleutnant
- 1. August 1934 Oberst
- 1. Oktober 1936 Generalmajor
- 1. Oktober 1938 Generalleutnant
- 18. September 1939 Charakter als General der Flieger
- 1. Oktober 1940 General der Flieger

### Vorkriegsjahre
Dransfeld trat am 15. März 1905 als Fahnenjunker in das 2. Nassauische Infanterie-Regiment Nr. 88 in Mainz ein und besuchte vom 11. Juli 1906 bis 17. August 1907 die Kriegsschule Glogau. Im Anschluss wurde er zum Leutnant befördert und in seinem Stammregiment als Kompanieoffizier verwendet. Von Februar bis Dezember 1912 absolvierte er eine Ausbildung zum Flugzeugführer bei den Euler-Werken in Frankfurt am Main. Nach deren erfolgreichem Abschluss wurde er als Pilot zur 3. Kompanie des Flieger-Bataillons Nr. 3 in Darmstadt versetzt. Er verunglückte am 18. Dezember 1912 schwer und verbrachte die folgenden 17 Monate mit Lazarett- und Krankenhausaufenthalten. Während dieser Zeit wurde er am 21. September 1913 nach Saarlouis in das Infanterie-Regiment „Graf Werder“ (4. Rheinisches) Nr. 30 versetzt. Ab 1. Mai 1914 war er wieder verwendungsfähig. Zum 1. Juli 1914 kam Dransfeld nach Freiburg zur 3. Kompanie des Flieger-Bataillons Nr. 4. Dort stürzte er am 14. Juli 1914 erneut ab und war anschließend bis 25. September 1914 in ärztlicher Behandlung.

### Erster Weltkrieg
Dransfeld war ab 26. September 1914 wieder dienstfähig und wurde der Feldflieger-Abteilung 29 als Beobachter zugeteilt, in der er bis zum 3. Februar 1915 verblieb. Im Anschluss daran diente er als Beobachter bei der Brieftauben-Abteilung O und dann von Juni 1915 bis Ende März 1916 bei der Feldflieger-Abteilung 66, wo er am 18. Juni 1915 zum Hauptmann befördert wurde. Zuletzt führte er kurzzeitig diese Abteilung. Von April bis Anfang Juli 1916 fungierte Dransfeld als Führer der Kampfstaffel 5 des Kampfgeschwaders 1. Am 7. Juli 1916 wurde er zum Führer des Armeeflugparks 2 ernannt. Von Mitte März 1918 bis Ende April 1918 war er Führer des Flieger-Depots Süd und danach bis zum 10. Dezember 1918 Kommandeur der physischen Abteilung der Flugzeugmeisterei.

### Zwischenkriegsjahre
Nach Kriegsende war Dransfeld vom 11. Dezember 1918 bis 21. Mai 1919 bei der Inspektion der Flugzeugmeisterei. Anschließend diente er bis zum 20. August 1919 als Führer des Auflösungskommandos des Fliegerhorstes in Braunschweig. Am 21. August 1919 wurde er zur Inspektion der Kraftfahrtruppen der Reichswehr versetzt. Von Oktober 1919 bis Ende 1920 diente er im Stab der Kraftfahr-Abteilung 9 sowie als Kompaniechef in der Kraftfahr-Abteilung 7. Zu Beginn des Jahres 1921 wurde Dransfeld Kompaniechef in der 6. (Preußischen) Kraftfahr-Abteilung in Münster, wo  er bis Ende Juli 1934 diente. Unterbrochen war diese Zeit von Oktober bis Dezember 1926, als Dransfeld vorübergehend zum Kraftfahr-Ausbildungskommando der 3. (Preußischen) Kraftfahr-Abteilung kommandiert war. Am 1. August 1934 wurde er zum Oberst befördert und zum Stab des Gruppenkommandos 2 in Kassel versetzt. Am 1. April 1935 wurde Dransfeld zum Inspekteur des Kraftfahrwesens der Luftwaffe im Reichsluftfahrtministerium ernannt. Am 1. Oktober 1936 erfolgte seine Beförderung zum Generalmajor.

### Zweiter Weltkrieg
In dieser Dienststellung verblieb Dransfeld über den Beginn des Zweiten Weltkriegs hinaus bis Ende September 1941. Vom 1. Oktober 1941 bis Ende Mai 1943 hatte er den Status eines Generals „zur Verfügung“. Am 31. Mai 1943 schied Dransfeld aus dem Militärdienst aus; er wurde bis Kriegsende nicht mehr reaktiviert. Am 11. Juni 1945 wurde Dransfeld von den Alliierten in Kriegsgefangenschaft genommen, aus der er am 27. Februar 1947 entlassen wurde.

## Auszeichnungen
- Eisernes Kreuz (1914) II. und I. Klasse[1]
- Preußisches Militärbeobachterabzeichen[1]
- Ritterkreuz II. Klasse des Albrechts-Ordens mit Schwertern[1]
- Österreichisches Militärverdienstkreuz mit der Kriegsdekoration[1]
- Eiserner Halbmond[1]